# ActewAGL

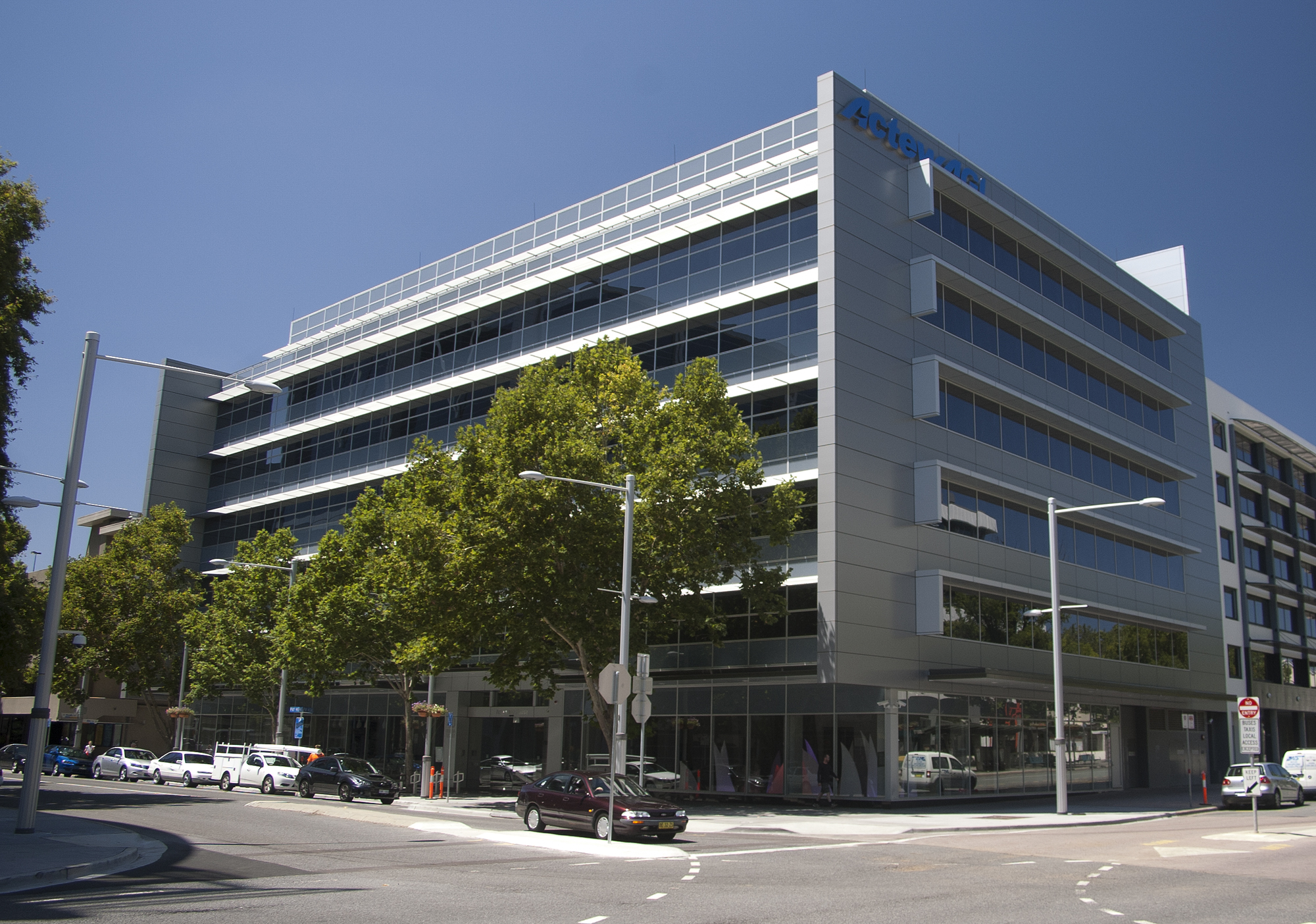
Le siège social d'ActewAGL à Canberra

ActewAGL est la première société multi-services australienne à proposer conjointement à la fourniture de l'électricité, du gaz naturel, de l'eau et du traitement des eaux usées. Au moment de sa création, elle était la seule société de ce type en Australie.
ActewAGL est partagée en deux filiales : une entreprise de vente au détail associant entre AGL Energy et ACTEW Corporation et une entreprise de distribution commune entre Jemena (en) et ACTEW Corporation.
ActewAGL fournit ses services dans le Territoire de la capitale australienne (ACT) et le Sud-Est de la Nouvelle-Galles du Sud (NSW).
ActewAGL a été créée en octobre 2000, lorsque l’Australian Gas Light Company (en) (AGL) et ACTEW Corporation, une entreprise appartenant au gouvernement de l'ACT, se sont associées.